# Jean Laborde

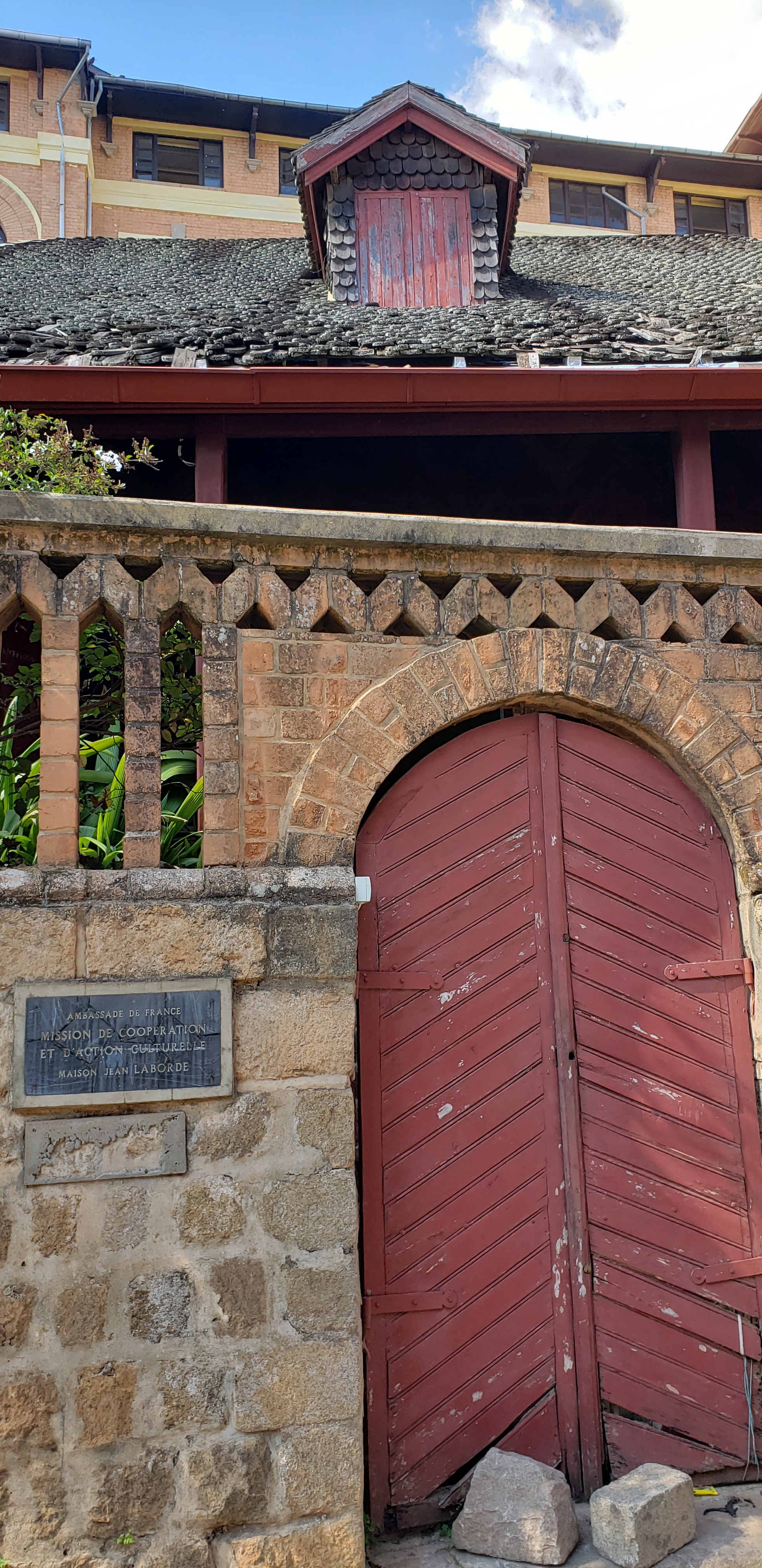
Dom Jeana Laborde w Antananarywie

Jean Laborde (ur. 16 października 1805, zm. 27 grudnia 1878) – francuski podróżnik i pionier rozwoju przemysłu Madagaskaru. Kierował budową przemysłu Madagaskaru na zlecenie królowej Ranavalony I. Później został również pierwszym konsulem Francji z ramienia rządu Napoleona III budując wpływy francuskie na wyspie.

## Życiorys
Jean Laborde urodził się 16 października 1805 roku w Auch w rodzinie kowala. W młodości wyemigrował do Indii, gdzie zatrudnił się przy wydobywaniu wartościowych przedmiotów z zatopionych statków. Podczas jednej z wypraw statek z Jeanem na pokładzie rozbił się u wybrzeżu Madagaskaru. Dzięki posiadanej wiedzy Laborde założył fabrykę muszkietów i amunicji w Antananarywie i nawiązał współpracę z dworem królewskim. Na zlecenie królowej Ranavalony I kierował zespołem ponad 20 000 robotników, którzy zbudowali pierwszy kompleks przemysłowy na wyspie. W latach 30. XIX wieku w Mantasoa (ok. 60 km od stolicy kraju) powstały m.in. fabryka broni palnej, amunicji, kuźnia, ale także letni pałac królowej Ranavalony. Aktualnie cały kompleks znajduje się na dnie sztucznego jeziora Mantasoa.
W 1857 zaangażował się w zamach stanu, po którego stłumieniu musiał uciekać do Francji. Po objęciu tronu przez Radama II powrócił na Madagaskar w 1861 roku jako pierwszy konsul Francji.